# Шабалин, Владимир Николаевич
Владимир Николаевич Шабалин (род. 12 апреля 1939 года, Алтайский край) — советский и российский учёный-медик, гематолог и иммунолог, геронтолог. Академик РАН (2013), РАМН (1995, членкор АМН СССР с 1986), доктор медицинских наук, профессор (1980), заведующий кафедрой геронтологии и гериатрии РНИМУ. Почётный президент Ассоциации геронтологов и гериатров РФ (РАГГ). Являлся заместителем министра здравоохранения России (1993—1996), главным гематологом Минздрава РСФСР, возглавлял Российский геронтологический научно-клинический центр (НИИ геронтологии), НИИ клинической и экспериментальной иммунологии (1991—1993), Главное научное управление Минздрава России (1985—1992), НИИ гематологии и переливания крови в Ленинграде (1975—1985). Лауреат Государственной премии СССР (1978) — за разработку и внедрение в практику методов аутогемотрансфузии. Заслуженный деятель науки РФ (1999).

## Биография
Окончил лечебный факультет 1-го Ленинградского медицинского института имени академика И. П. Павлова (1962). Затем на протяжении трёх лет работал врачом в Магаданской области в районной больнице. В 1965 году поступил в аспирантуру Ленинградского НИИ гематологии и переливания крови, окончив которую остался работать в этом институте и достиг там должности директора (1975—1985, прежде науч. сотрудник, уч. секретарь, замдиректора по научной работе). В 1985—1992 гг. начальник Главного научного управления Минздрава России. В 1991—1993 гг. директор НИИ клинической и экспериментальной иммунологии. С 1993 по 1996 год заместитель министра здравоохранения России, курировал науку и образование. С 1996 года являлся директором Российского геронтологического научно-клинического центра (Научно-исследовательского института геронтологии).
В настоящее время и. о. заместителя директора Научно-исследовательского института общей патологии и патофизиологии.
Являлся председателем учёного совета Минздрава России и диссертационного совета Д 208.072.1, ныне член диссертационного совета Д 208.072.16 РНИМУ.
Входил в почётный президиум VIII Международной конференции «Современные аспекты реабилитации в медицине» (Ереван, 2017).
Почётный президент Ассоциации геронтологов и гериатров РФ (РАГГ).
Член Попечительского совета Проекта «50 ПЛЮС».
Член редколлегий ряда медицинских изданий.
В 1969 году защитил кандидатскую диссертацию, а в 1974 году — докторскую «Иммуноглобулины антилимфоцитарного действия (получение, лабораторные, экспериментальные и клинические исследования)». Звание профессора присвоено по специальности «Гематология». Под началом В. Н. Шабалина защищены 21 докторская и 29 кандидатских диссертаций.
Автор нескольких десятков научных публикаций и 9 монографий, посвящённых фундаментальным и прикладным исследованиям морфологии и функций крови, а также фундаментальным вопросам геронтологии. 57 патентов.
Награждён орденами «За заслуги перед Отечеством» IV степени (2004), Александра Невского (2024), Трудового Красного Знамени, «Знак Почёта», медалями и др. отличиями.
Женат, есть сын.

## Цитаты
- Лучше не мечтать о бессмертии, а думать о том, как максимально эффективно использовать отпущенные годы, как бороться с патологическим старением и пополнять внутренние резервы организма, направленные на долголетие. (2018)[7]
- Я всегда подчёркиваю: труд — это наиболее сильный геропротектор… чем больше мы допускаем типов активного воздействия на свои биологические системы, тем мы лучше обеспечиваем их более активное содержание, их более высокую резистентность ко всем факторам окружающей среды, и тем самым создаём базу для большей продолжительности жизни. (2014)
- Мне кажется, Россия была и остаётся богатой интеллектуалами, несмотря на значительную утечку мозгов за рубеж… Многие уезжают. Но это не означает, что они не вернутся на родину, если здесь им предложат интересную работу. Достаточно много способных людей остаётся. Ведь уезжают в основном те, кто хорошо знает английский язык, а таких не больше 10 %. А знание языка и уровень интеллекта не связаны между собой, поэтому у нас достаточно людей, чтобы решать самые сложные проблемы собственными силами. (2011)[8]